# Malawispett
Malawispett (Dendropicos stierlingi) är en fågel i familjen hackspettar inom ordningen hackspettartade fåglar.

## Utbredning och systematik
Malawispetten förekommer från södra Tanzania till norra Moçambique, södra Malawi och eventuellt östra Zambia. Den behandlas som monotypisk, det vill säga att den inte delas in i några underarter.

## Status
IUCN kategoriserar arten som nära hotad.